# U-Bahn-Station Tscherttegasse
Tscherttegasse is een metrostation in het district Meidling van de Oostenrijkse hoofdstad Wenen. Het station werd geopend op 24 september 1979 en wordt bediend door lijn U6.

## Geschiedenis
Op 26 januari 1968 werd besloten om een metronet aan te leggen de nadere uitwerking van het metronet, de netzvariante M uit 1970 kende ten zuiden van Meidling een vertakking van de U6, de oosttak zou het tracé van de Badner Bahn volgen, de westtak (U6B) moest de toen nieuwe woonwijken in het zuidwesten op de metro aansluiten. 

## Sneltram
De bouw van de metro begon in 1969 met de aanleg van de nieuwe U1, de ombouw van trajecten van de Stadtbahn en van een tramtunnel in het centrum. Voor de woonwijken in het zuidwesten werd een sneltram op vrije baan aangelegd die ten zuiden van de Philadelphiabrücke aftakte van de Badner Bahn. De sneltram, lijn 64, volgde ten noorden van de Philadelphiabrücke de route van de Badner Bahn naar de Gürtel en dan verder naar het Westbahnhof. In de netzvariante M was station Tscherttegasse opgenomen langs de Badner Bahn ter hoogte van station Wien Schöpfwerk. Voor de sneltram kwam het echter vlak ten zuiden van de aftakking van de Badner Bahn aan het westelijke einde van de Tscherttegasse. Het noordelijke deel van de sneltramlijn en daarmee het station werd geopend op 24 september 1979. De opening in 1989 van de U6 tot de Philadelphiabrücke betekende dat de sneltram daar haar noordelijke eindpunt kreeg.  

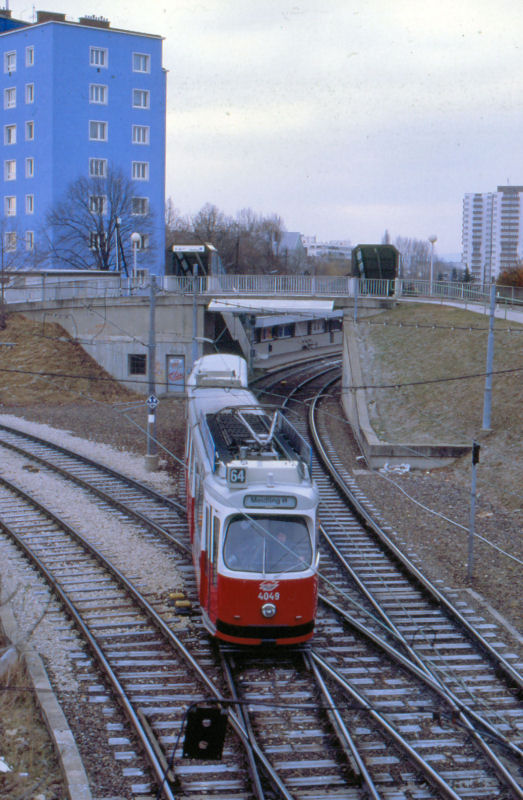
Een sneltram op de aansluiting bij de Tscherttegasse op 28 december 1992.
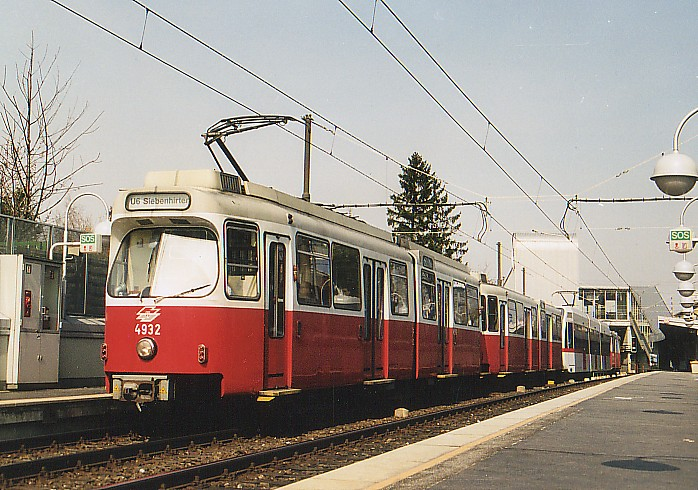
Sneltram gekoppeld met metromaterieel in het station op 27 maart 1998.

## Metro
De ombouw van de sneltramlijn tot metro betekende dat de lijn te noorden van Tscherttegasse moest worden aangesloten op de metrotunnel. Hiertoe werden eigen sporen langs de westrand van de Badner Bahn gelegd tot een helling en de tunnelmond vlak ten noorden van de aansluiting. Er bleef een verbindingsspoor tussen metro en Badner Bahn liggen. Het station kreeg een stationsgebouw naar een ontwerp van J.G. Gsteu met de kenmerkende liftkokers met een boogdak. Ten zuiden van het station was er eigenlijk sprake van nieuwbouw van de lijn omdat de overwegen niet gehandhaafd konden worden bij een metro. Op 15 april 1995 was de ombouw gereed en ging het metroverkeer van start. 

## Omgeving
Vlak ten westen van het station ligt de Altmannsdorfer begraafplaats en het terrein van de Kabelfabriek Meidling. In het zuidwesten ligt Station Schöpfwerk van de Badner Bahn eveneens aan de Tscherttegasse. Vlak ten noorden van het station kruist de Donauländebahn de U6 en Badner Bahn en loopt de Pottendorfer Linie naast de Badner Bahn. 